# Roberto Moscardini
Roberto Moscardini detto "Lupo" (Castelfranco Emilia, 11 gennaio 1921 – Castelfranco Emilia, 4 ottobre 1944) è stato un partigiano italiano, comandante della IV Zona partigiana di Castelfranco Emilia.

## Biografia
Cadde mentre si dirigeva in bicicletta verso il podere La Valletta, situato tra Castelfranco Emilia e San Giovanni in Persiceto dove era programmato un incontro con il commissario politico Mario Zanasi (Ivano), anch'egli in bicicletta. All'incontro dovevano partecipare altri quattro partigiani. Una camionetta carica di militi della Repubblica Sociale Italiana, che probabilmente aveva seguito la Fiat Topolino dei quattro, apre il fuoco nel momento in cui il gruppo si riunisce: Roberto Moscardini ordina ai suoi compagni di sganciarsi, data la manifesta inferiorità di armamento, iniziando a sparare. I fascisti lo accerchiano e "Lupo", ferito gravemente al petto, si spara per non essere catturato e torturato.
Il corpo fu appeso a testa in giù, nella piazza principale del paese, e lì lasciato per tre notti e due giorni sino a che un gruppo di donne, tra le quali Gabriella Degli Esposti, andarono a protestare vivacemente presso il Podestà. Moscardini fu il primo partigiano a perdere la vita all'interno del comune di Castelfranco Emilia.
Durante la Guerra di liberazione furono quattro, compreso Roberto, i fratelli Moscardini che entrarono nella Resistenza. Una sorella, Anna Maria, si distinse per l'attività di staffetta ed un fratello, Guerrino, sopravvisse ai campi di concentramento nazisti.